# Gepard (film, 1963)
Gepard je italské historicko-romantické filmové drama z roku 1963, natočené na podkladě románu spisovatele Giuseppe Tomasi di Lampedusa (originální název Il Gattopardo, vydán roku 1958). Film je jedním z významných děl režiséra (a hraběte) Luchina Viscontiho, pocházejícího z vedlejší linie rodu Visconti, středověkých vládců Milánského vévodství. V hlavních rolích hrály tehdejší velké filmové hvězdy, jako byli Burt Lancaster, Alain Delon a Claudia Cardinale.

## Děj
Film se dost věrně přidržuje obsahu románu Gepard. To bylo jediné, avšak velké dílo sicilského knížete Giuseppa Marii Tomasi di Lampedusa. Hlavní postavou románu je smyšlený don Fabrizio Corbero di Salina, kníže na ostrově Salina, vévoda di Querceta a markýz di Donnafugata. Na rozdíl od knihy, jejíž děj zahrnuje i smrt knížete v roce 1883 a krátkou scénu ze života jeho dcer z roku 1910, jsou však ve filmu zachyceny převážně události z let 1860 a 1861, související s připojením Království obojí Sicílie ke sjednocenému Italskému království. Kníže Salina je typickým hrdým představitelem své vrstvy, je sebevědomý, panovačný, rozhodný a zároveň vzdělaný (ve volných chvílích se věnuje astronomii, což byla oblíbená činnost spisovatelova otce). Kníže v květnu 1860 s obavami sleduje zápas o ovládnutí Sicílie vojsky Giuseppe Garibaldiho, neboť tyto změny vnímá jako postupný zánik „starého světa“, ve kterém vládla jeho společenská vrstva spolu s římskokatolickou církví. Církev v knize i ve filmu reprezentuje konzervativní páter Pirrone, rodinný kněz, zpovědník a vychovatel dětí. Zánik starého politicko-společenského zřízení skutečně přichází se sjednocením Itálie. Sicílie byla ke sjednocené Itálii připojena po vpádu Garibaldiho vojáků v květnu 1860 a po porážce sicilských královských vojsk na přelomu let 1860 a 1861. Její poslední král František II. pocházející z bourbonské dynastie odešel poté do vyhnanství.
Kníže di Salina (americký herec Burt Lancaster) si uvědomuje, že starý feudální společenský řád charakterizovaný téměř neomezenou mocí panovníka zaniká, ale snaží se zajistit, aby jeho děti prošly obdobím změn bez úhony. Člověkem „nových časů“ se stává jeho synovec, mladý, ale chudý aristokrat Tancredi Falconeri, ve filmu ztvárněný Alainem Delonem. Ten zpočátku nadbíhal dceři knížete, ale později se oženil s krásnou dcerou starosty z malého městečka Donnafugata, Angelikou Sedara (Claudia Cardinale). Její otec Calogero Sedara je zosobněním nového politicko-společenského zřízení – je bohatým mužem a nově jmenovaným šlechticem, avšak jeho snaha chovat se jako vznešený boháč vyznívá směšně. Kníže di Salina se nakonec rezignovaně smiřuje s novými pořádky, neboť došel k závěru, že základy společenského života zůstanou navzdory zdánlivým politickým změnám zachovány a nové poměry nabídnou možnost seberealizace těm, kteří jsou ochotni a schopni se změnám přizpůsobit. Kníže chápe jejich nutnost, ale sám není ochoten se na nich podílet. Jeho obdiv patří stále ještě „starému světu“, který mu však mizí před očima. Jeho úvahy a postoje jsou poznamenány vnitřním smutkem, pocity melancholie a rezignací na aktivní řízení chodu událostí. To se týká jak politického dění, tak i životních drah dětí knížete Saliny a jeho synovce Tancrediho.

## Hodnocení
Film je filmovými kritiky označován za impozantní vizuální historickou fresku, která s velkou empatií zobrazuje zanikající svět feudální aristokracie na Sicílii po polovině 19. století. Nabízí rovněž výpravné scény z bojů Garibaldiho vojáků o Palermo z konce května 1860. Zejména však jsou vykresleny rozmanité scény z každodenního života knížecí rodiny di Salina – cesta do letního sídla v městečku Donnafugata, domácí bohoslužby, monumentální scéna průběhu plesu, pikniky a hon v okolí letního sídla. Nemalou zásluhu na úspěšnosti filmu měly nákladné a dané době věrné kostýmy (za kostýmy byl film nominován na cenu Americké filmové akademie Oscar) i interiéry. Kritici pozitivně hodnotili i herecké výkony hlavních postav, zejména však Burta Lancastera.

## Ocenění
Režisér Luchino Visconti získal za film Zlatou palmu na filmovém festivalu v Cannes.